# Vitão
Victor Carvalho Ferreira, mais conhecido como Vitão (São Paulo, 18 de agosto de 1999), é um cantor, compositor e rapper brasileiro.

## Carreira

### 2016–presente:Ouro

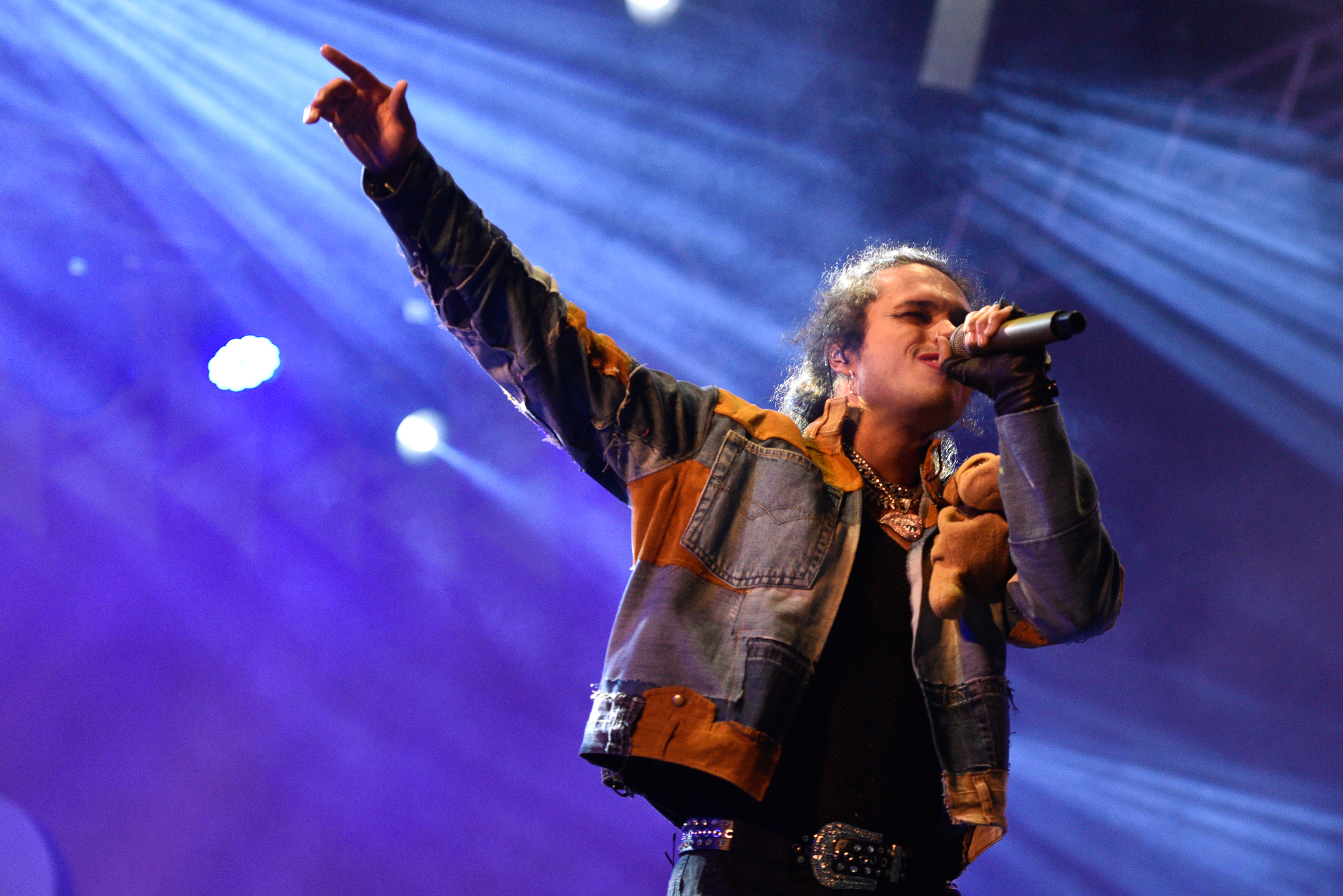
Vitão na Virada Cultural Paulista (2022)

Começou sua carreira em 2016, publicando vídeos de covers através do seu canal no YouTube, até ser descoberto pelo selo Head Media, que passou a gerenciar a carreira do cantor. Em agosto de 2018, lançou "Tá Foda", o primeiro single da sua carreira. Em setembro, foi lançado o single "Embrasa", em parceria com o cantor Luccas Carlos. Em novembro, foi lançado o single "Te Liguei". Em dezembro de 2018, Vitão assinou contrato com a gravadora Universal Music. Em fevereiro de 2019, lançou o single "Caderninho". Em março, Vitão lançou seu primeiro EP homônimo com cinco faixas e o single "Café". Em junho, foi lançado o single "Edredom", em parceria com o cantor MC Davi. Em outubro, lançou o single "Complicado", com a cantora Anitta. Em novembro, foi lançado o single "7 Chamadas", em parceria com o cantor colombiano Feid. No dia 17 de janeiro de 2020, lançou seu primeiro álbum de estúdio intitulado Ouro.

## Vida pessoal
Entre novembro de 2018 e setembro de 2019, Vitão namorou a atriz Thaylise Pivato. Entre setembro de 2020 e agosto de 2021, namorou a cantora Luísa Sonza.

## Discografia
- Ouro (2020)

## Turnês
- Turnê Ouro (2020)

## Prêmios e indicações
| Ano  | Prêmio                                | Categoria             | Indicação | Resultado | Ref.   |
| ---- | ------------------------------------- | --------------------- | --------- | --------- | ------ |
| 2019 | MTV Millennial Awards Brasil          | Aposta MIAW           | Vitão     | Indicado  | [ 16 ] |
| 2019 | Meus Prêmios Nick                     | Revelação do Ano      | Vitão     | Indicado  | [ 17 ] |
| 2019 | Prêmio Multishow de Música Brasileira | Fiat Argo Experimente | Vitão     | Indicado  | [ 18 ] |
| 2019 | Prêmio Contigo! Online                | Melhor Revelação      | Vitão     | Indicado  | [ 19 ] |
| 2020 | Troféu Internet                       | Revelação do Ano      | Vitão     | Pendente  | [ 20 ] |
| 2021 | MTV Millennial Awards                 | Clipão da porr*       | "Pensa"   | Indicado  | [ 21 ] |